# Fondi Calcio 2012-2013
Questa voce raccoglie le informazioni riguardanti il Fondi Calcio nelle competizioni ufficiali della stagione 2012-2013.

## Rosa
| N. |                   | Ruolo | Calciatore         |
| -- | ----------------- | ----- | ------------------ |
| -  | Italia (bandiera) | C     | Daniele Bernasconi |
| -  | Italia (bandiera) | C     | Simone Bezziccheri |
| -  | Italia (bandiera) | P     | Ivan Caccioli      |
| -  | Italia (bandiera) | D     | Alessio Cannoni    |
| -  | Italia (bandiera) | P     | Luca Capecchi      |
| -  | Italia (bandiera) | D     | Enrico Chiarini    |
| -  | Italia (bandiera) | D     | Simone Cirina      |
| -  | Italia (bandiera) | C     | Carlo Colella      |
| -  | Italia (bandiera) | C     | Carmine Cuccinello |
| -  | Italia (bandiera) | D     | Luigi Cuomo        |
| -  | Italia (bandiera) | A     | Simone D'Anna      |
| -  | Italia (bandiera) | A     | Diego De Giorgi    |
| -  | Italia (bandiera) | P     | Victor De Lucia    |
| -  | Italia (bandiera) | C     | Benedetto Di Vito  |
| -  | Italia (bandiera) | C     | Antonio Esposito   |
| -  | Italia (bandiera) | A     | Leonardo Fabbri    |
| -  | Italia (bandiera) | C     | Marcello Fava      |
| -  | Italia (bandiera) | D     | Dario Fedi         |
| -  | Italia (bandiera) | D     | Simone Finizza     |
| -  | Italia (bandiera) | P     | Andrea Gasparri    |

| N. |                     | Ruolo | Calciatore         |
| -- | ------------------- | ----- | ------------------ |
| -  | Italia (bandiera)   | C     | Matteo Gaudiano    |
| -  | Italia (bandiera)   | C     | Vincenzo Giannusa  |
| -  | Italia (bandiera)   | C     | Salvatore Gardina  |
| -  | Italia (bandiera)   | A     | Marco Guidone      |
| -  | Italia (bandiera)   | D     | Domenico Iovinella |
| -  | Italia (bandiera)   | C     | Giovanni Mancini   |
| -  | Italia (bandiera)   | D     | Mauro Marotta      |
| -  | Italia (bandiera)   | D     | Alberto Mucci      |
| -  | Italia (bandiera)   | C     | Pasquale Naglieri  |
| -  | Italia (bandiera)   | D     | Giuseppe Pacini    |
| -  | Italia (bandiera)   | C     | Luca Paganini      |
| -  | Italia (bandiera)   | D     | Luigi Palumbo      |
| -  | Italia (bandiera)   | A     | Umberto Prisco     |
| -  | Italia (bandiera)   | D     | Paolo Rizzo        |
| -  | Italia (bandiera)   | C     | Alfredo Romano     |
| -  | Italia (bandiera)   | C     | Stefano Rossini    |
| -  | Italia (bandiera)   | C     | Andrea Sabatelli   |
| -  | Italia (bandiera)   | C     | Tiziano Salvini    |
| -  | Italia (bandiera)   | C     | Marco Stibel       |
| -  | Ungheria (bandiera) | C     | Zsolt Tamasi       |
| -  | Italia (bandiera)   | C     | Sabato Vaccaro     |